# John Cutler
John Edwin Cutler (ur. 8 czerwca 1962 w Manchesterze) – nowozelandzki żeglarz sportowy. Brązowy medalista olimpijski z Seulu.
Zawody w 1988 były jego jedynymi igrzyskami w roli pełnoprawnego uczestnika (cztery lata później był rezerwowym). Medal wywalczył w klasie Finn. Był w niej m.in. mistrzem Nowej Zelandii w latach 1985-88. Wcześniej, w 1980, jako siedemnastolatek był brązowym medalistą mistrzostw świata w klasie Laser.